# Torre de la Plata

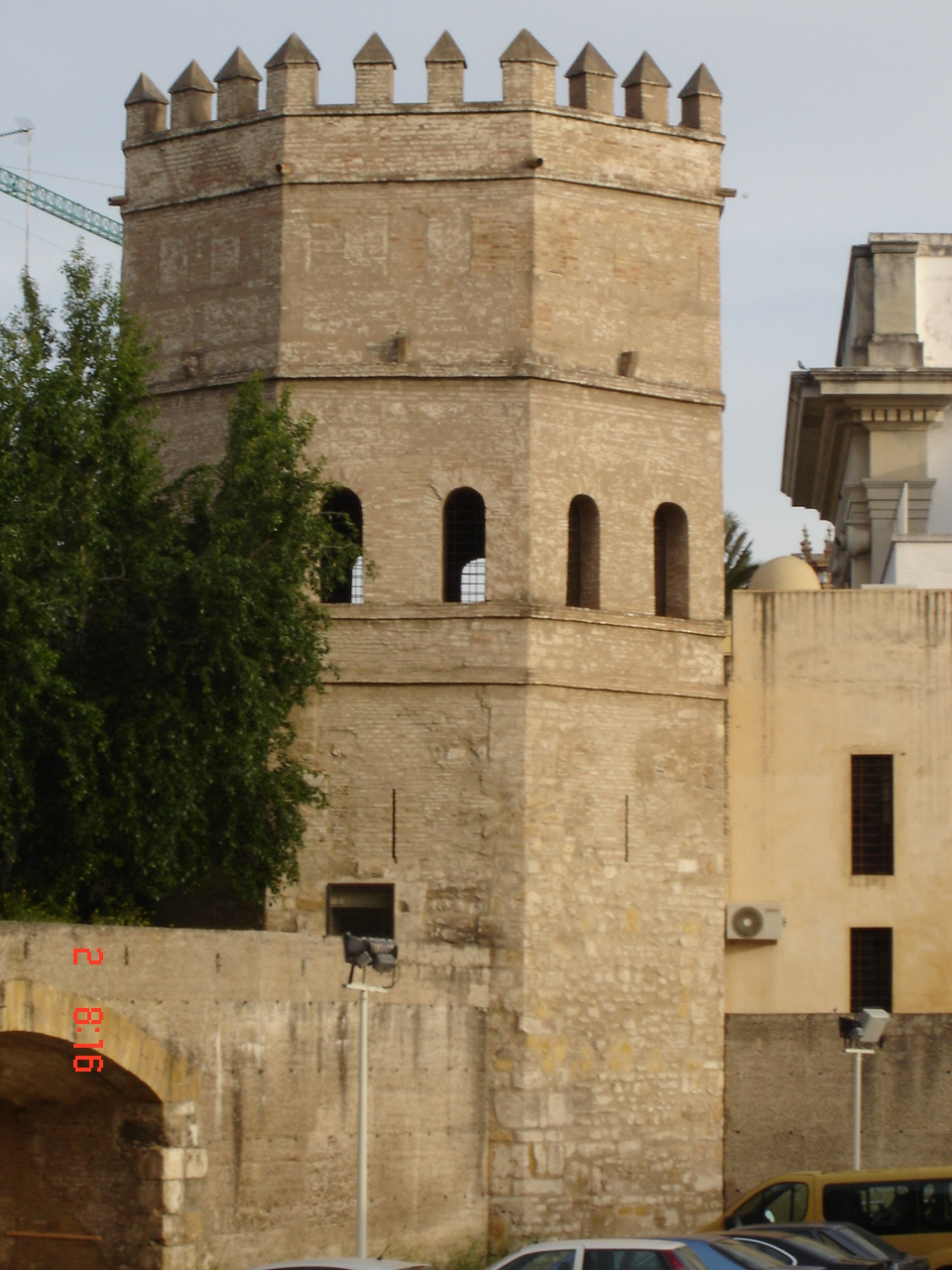
La Torre de la Plata

La Torre de la Plata di Siviglia è una torre a forma ottagonale del XIII secolo, che si univa, tramite la muraglia di Siviglia, alla Torre del Oro. Venne restaurata parzialmente nel 1992.
Fino a tempi relativamente recenti è stata utilizzata come rifugio per i senzatetto. La torre si trova in cattivo stato e la vegetazione occupa gran parte dello spazio.
Attualmente un muro contemporaneo divide il cortile adiacente da un parcheggio. C'è la volontà di riqualificare lo spazio come giardino.